# Nathaniel Wallich
Nathaniel Wallich (Copenhague; 28 de enero de 1786 - Londres; 28 de abril de 1854) fue un cirujano, botánico y pteridólogo danés.

## Biografía
Estudió en la Universidad de Aberdeen y en Copenhague donde obtiene el título de doctor en medicina. Es nombrado el cirujano de la pequeña colonia danesa en Serampore en la India en 1807. Pasando al servicio médico británico en 1813.
Dirigió el Jardín Botánico de Calcuta de 1815 a 1850. Lo nombran miembro de la Royal Society en 1829. La Compañía inglesa de las Indias Orientales le erige un monumento en su honor en el recinto de los jardines.

## Honores

### Eponimia
Géneros
- (Arecaceae) Wallichia Roxb.[2]

- (Rubiaceae) Wallichia Reinw. ex Blume[3]

- (Sterculiaceae) Wallichia DC.[4]

Especiess de plantas
- Aechmanthera wallichii Nees
- Aerva wallichii Moq.
- Aganosma wallichii G.Don
- Allium wallichii Kunth
- Beaumontia wallichii Walp.
- Bragantia wallichii Wight & Arn.
- Catreus wallichii
- Cercocoma wallichii Miq.
- Clerodendrum wallichii
- Convolvulus wallichianus
- Cordyline wallichii Planch.
- Cynoctonum wallichii Decne.
- Debregeasia wallichiana
- Dianthera wallichii Benth. & Hook.f.
- Dictyogramme wallichii Trevis.
- Dombeya wallichii
- Doryopteris wallichii J.Sm.
- Dryopteris wallichiana
- Fissistigma wallichii Merr.
- Gomphrena wallichii Hort.Monsp. ex Moq.
- Gymnogramma wallichii Hook.
- Homalomena wallichii Schott
- Hoya wallichii (Wight) C.M.Burton
- Hypoestes wallichii Nees
- Ilex wallichii Steud.
- Justicia wallichii T.Anderson
- Ligusticum wallichii Franch.
- Nageia wallichiana Kuntze
- Parasympagis wallichii Bremek.
- Pimpinella wallichii C.B.Clarke
- Pinus wallichiana
- Phlogacanthus wallichii C.B.Clarke
- Pothos wallichii Steud.
- Rhus wallichii Sweet
- Rotala wallichii
- Rubus wallichii
- Saussurea wallichii Sch.Bip.
- Schima wallichii
- Syngramma wallichii Bedd.
- Taxus wallichiana
- Tetrataenium wallichii (DC.) Manden.
- Valeriana wallichii
- Vernonia wallichii Ridl.

## Obra
- Descriptions of two new species of Sarcolobus and of some other Indian plants (Calcuta, 1815).

- Tentamen floræ Napalensis illustratæ, consisting of botanical descriptions... of select Nepal plants (Calcutta y Serampore, 1824 y 1826).

- Plantæ Asiaticæ Rariores; or, descriptions and figures of a select number of unpublished East Indian plants (Londres, tres v. 1830 a 1832).

Wallich participa en la mejora de la reedición de la Flora India de William Roxburgh (1759-1815) junto con William Carey (1761-1834).
- La abreviatura «Wall.» se emplea para indicar a Nathaniel Wallich como autoridad en la descripción y clasificación científica de los vegetales.[5]